# Rhaphidophora megasperma
Rhaphidophora megasperma là một loài thực vật có hoa trong họ Ráy (Araceae). Loài này được Engl. miêu tả khoa học đầu tiên năm 1898.